# Jacques Hadamard
Jacques Solomon Hadamard (Versailles, 8 december 1865 – Parijs, 17 oktober 1963) was een Franse wiskundige.

## Wiskundige
Hadamard introduceerde het concept van een goed gesteld probleem in de theorie van de partiële differentiaalvergelijkingen. Daarnaast is zijn naam verbonden aan de hadamard-ongelijkheid over volumes, en de hadamard-matrix, waarop de hadamard-transformatie gebaseerd is en die onder andere wordt toegepast in de coderingstheorie. Ook wordt deze matrix gebruikt in kwantumberekeningen.

## Onderzoek naar wetenschappelijke creativiteit
In zijn boek Essai sur la psychologie de l'invention dans le domaine mathématique (Psychology of Invention in the Mathematical Field, Psychologie van de wiskundige ontdekking), gebruikt Hadamard introspectie om het wiskundige denkproces te beschrijven. In scherpe tegenstelling tot anderen die taal en begrip grotendeels met elkaar identificeren, beschrijft Hadamard zijn eigen wiskundige denken als grotendeels woordeloos, vaak vergezeld gaand van beelden die het globale idee van een bewijs samenvatten.
Hadamard ondervroeg 100 van de wiskundigen en theoretisch natuurkundigen van zijn tijd en maakte een overzicht van hun werkwijze. Veel antwoorden leken op die van Hadamard zelf. Sommigen zagen wiskundige begrippen als kleuren. Carl Friedrich Gauss, Hermann von Helmholtz, Henri Poincaré en anderen zagen volledige oplossingen opkomen met “plotselinge spontaniteit”. Dit wordt ook vermeld door diverse anderen als Denis Brian, G. H. Hardy, B. L. van der Waerden, Harold Ruegg. Friedrich Kekulé (droomde van de benzeen ring) en Tesla.
Hadamard beschreef het proces in vier van de vijf stappen van het model voor creativiteit van Graham Wallas. De eerste drie werden eerder genoemd door Helmholtz:
- Voorbereiding
- Uitbroeden (Incubatie)
- Ingeving
- Verificatie

Marie-Louise von Franz, een collega van de psychiater Carl Jung, merkte op dat in deze onbewuste wetenschappelijke ontdekkingen “de altijd terugkerende en belangrijke factor … de gelijktijdigheid is waarmee de volledige oplossing intuïtief wordt gevonden die later met een verstandelijke beredenering kan worden gecontroleerd.” Ze ziet de gevonden oplossing als “een archetypisch patroon of beeld”. Geciteerd door Von Franz, volgens Jung: “Archetypen … manifesteren zich enkel door hun vermogen om beelden en ideeën te organiseren en dit is altijd een onbewust proces dat pas later wordt waargenomen”.

## Leerlingen
- Maurice René Fréchet, bedenker van de Fréchetafgeleide
- Paul Lévy
- André Weil
- Szolem Mandelbrojt, oom van Benoît Mandelbrot.
- Xinmou Wu